# 芳賀通運
芳賀通運株式会社（はがつううん）は、栃木県真岡市に本社を置く運送会社。

## 概要
1943年（昭和18年）6月1日に真岡鐵道真岡線沿線の8つの通運会社が合併して設立。大型トラックやトレーラーを中心に400台を超える車両を保有している。